# BAP Coronel Bolognesi (CL-82)
«Колонель Бологнезі» (ісп. BAP Coronel Bolognesi (CL-82) — військовий корабель, легкий крейсер типу «Коронна колонія» військово-морського флоту Перу за часів Холодної війни. Корабель був побудований британською суднопромисловістю і названий на честь британської колонії Цейлон, брав участь у Другій світовій війні і 9 лютого 1960 року проданий ВМС Перу.
9 лютого 1960 року крейсер увійшов до складу перуанських ВМС, де його перейменували на «Колонель Бологнезі» (ісп. BAP Coronel Bolognesi (CL-82)) на честь перуанського полковника Франциска Бологнезі. Крейсер прибув до свого нового порту приписки Кальяо 19 березня 1960 року.
Під час служби корабель брав участь у кількох навчаннях, включаючи багатонаціональні маневри UNITAS, а також брав участь в операціях з ліквідації наслідків стихійних лих після землетрусу в Анкаші 1970 року. У 1963 році, після створення Військово-морської авіаційної служби (Servicio de Aviación Naval), «Колонель Бологнезі» почав експлуатувати гелікоптери Bell 47G. 9 червня 1981 року він був виведений у резерв, перейменований на Pontón Perú (UAI-113) 30 травня 1982 року та виведений з експлуатації 20 вересня того ж року.